# Ielena Issinbàieva
Ielena Issinbàieva   (Volgograd, 3 de juny de 1982), és una saltadora amb perxa. Es tracta de l'atleta més important i guardonada en aquesta prova en tota la història, per davant de Stacy Dragila i Svetlana Feofanova. És l'actual posseïdora del rècord del món de salt amb perxa. Ha estat la primera dona de la història en saltar més de cinc metres. A més ha guanyat cinc ors en grans competicions (Jocs Olímpics, Campionats del Món i d'Europa, tant en pista coberta com a l'aire lliure). També va ser la guanyadora del premi major de la sèrie de la Golden League de la IAAF el 2007 i el 2009. Després de les males actuacions als campionats del món el 2009 i el 2010, es va fer una pausa durant un any de l'esport. El seu rècord mundial actual és de 5,06 m a l'aire lliure, a Zuric l'agost de 2009. El seu 5,01 m indoor va ser el rècord mundial durant poc més d'un any. Aquest últim va ser el vint-i-vuitè rècord mundial de salt amb perxa d'Issinbàieva.
Issinbàieva va ser nomenada Esportista Femenina de l'Any per la IAAF el 2004, 2005 i 2008, i Esportiva Mundial de l'Any per Laureus el 2007 i 2009. El 2007 va ingressar al "Hall of Fame" del FICTS i va ser guardonada amb Excellence Guirlande D'Honneur. Va rebre el Premi Príncesa d'Astúries dels Esports l'any 2009. És una de les deu atletes (juntament amb Valerie Adams, Usain Bolt, Veronica Campbell-Brown, Jacques Freitag, Kirani James, Jana Pittman, Dani Samuels, David Storl i Faith Kipyegon) que ha guanyat campionats del món juvenil, júnior i nivell sènior d'una prova atlètica.
Issinbàieva va ser expulsada dels Jocs Olímpics de Rio 2016 després de les revelacions d'un extens programa de dopatge patrocinat per l'estat a Rússia, destruint així les seves esperances d'una gran jubilació després de guanyar la medalla d'or olímpica. Es va retirar de l'atletisme l'agost de 2016 després de ser escollida per servir un mandat de 8 anys a la Comissió d'Esportistes del COI.
És major de les Forces Armades russes.

## Biografia

### Inicis
Nascuda d'un pare tabasaran i d'una mare russa a Volgograd, dels 5 als 15 anys entrenà a la seva ciutat natal, Volgograd, com a gimnasta. La seva gran alçada la feia no competitiva en aquest esport i finalment es decantà per l'atletisme. La seva primera gran competició fou el Campionat del Món Júnior d'Annecy del 1998 on saltà 4 metres, però quedà fora de les medalles. L'any següent ja guanyà el seu primer or en categories formatives amb un salt de 4,10. El 2000 finalitzà primera al Campionat del Món Júnior amb un salt de 4,20 i debutà en els seus primers jocs olímpics a Sydney'2000. La seva progressió no s'aturava i el 2001 guanyà la medalla d'or als Europeus Júnior amb un salt de 4,40 metres. Al Campionat d'Europa d'atletisme de l'any 2002 fou segona amb un salt de 4,55 metres.

### Consolidació
L'any 2003 fou campiona d'Europa sots 23 amb 4,65 metres d'alçada i el 13 de juliol va batre el rècord del món de salt amb perxa amb 4,82 metres, a Gateshead, Anglaterra. Tot i això, només va poder ser tercera al Campionat del Món d'atletisme 2003.
El 2004 començà amb l'obtenció del rècord del món indoor amb 4,83 metres. Al Campionat del món en pista coberta guanyà la medalla d'or i tornà a batre el rècord del món amb 4,86. Aquest any va batre el rècord del món a l'aire lliure diverses vegades, entre elles als Jocs Olímpics de Sydney amb 4,91 metres on a més guanyà l'or. L'any 2005 es caracteritzà pels nombrosos rècords successius aconseguits per Issinbayeva, tant a l'aire lliure com en pista coberta. El 22 de juliol del 2005, en una reunió atlètica al Crystal Palace de Londres, es convertí en la primera atleta a superar l'altura de 5 metres. A més guanyà la medalla d'or al campionat del món a l'aire lliure on deixà el rècord el món en 5,01. Fou escollida atleta femenina de l'any per la IAAF el 2004 i el 2005. El 2007 guanyà el premi Laureus a la millor esportista femenina.
A partir de l'estiu de 2009, però, Issinbàieva va veure trencada la seva magnífica sèrie de victòries. El 26 de juliol Anna Rogowska va derrotar-la a Londres, on la rusa tan sols saltà 4,68 metres. Era la seva primera derrota en sis anys. El mes següent, a la final del Campionat del Món de Berlín, va quedar en darrer lloc en no fer cap salt vàlid. El 2009 fou guardonada amb el Premi Príncep d'Astúries dels Esports, i durant el 2013 es demana la retirada del mateix després de les desafortunades declaracions sobre la llei anti-gai de Rússia.

## Després de l'esport
Des de 2003 Issinbàieva va esdevenir militar professional. En maig de 2015 va arribar al rang de comandant. Paral·lelament, s'encarrega de la preparació atlètica dels soldats dins de l'equip de l'exèrcit: el CSKA Moscou.

## Resultats internacionals destacats
| Any  | Competició                | Lloc                   | Resultat    |  |
| 2000 | Campionat del Món Júnior  | Santiago, Xile         | 1a          |  |
| 2001 | Campionat d'Europa Júnior | Grosseto, Itàlia       | 1a          |  |
| 2002 | Campionat d'Europa        | Múnic, Alemanya        | 2n          |  |
| 2003 | Campionat d'Europa sub-23 | Bydgoszcz, Polònia     | 1a          |  |
| 2003 | Campionat del Món         | París, França          | 3a          |  |
| 2004 | Jocs Olímpics             | Atenes, Grècia         | 1a          |  |
| 2004 | Campionat del Món en PC   | Budapest, Hongria      | 1a          |  |
| 2005 | Campionat del Món         | Hèlsinki, Finlàndia    | 1a          |  |
| 2005 | Campionat d'Europa en PC  | Madrid, Espanya        | 1a          |  |
| 2006 | Campionat d'Europa        | Goteborg, Suècia       | 1a          |  |
| 2006 | Campionat del Món en PC   | Moscou, Rússia         | 1a          |  |
| 2007 | Campionat del Món         | Osaka, Japó            | 1a          |  |
| 2008 | Campionat del Món en PC   | València, Espanya      | 1a          |  |
| 2008 | Jocs Olímpics             | Pequín, Xina           | 1a          |  |
| 2009 | Campionat del Món         | Berlín, Alemanya       | Sense Marca |  |
| 2012 | Jocs Olímpics             | Londres, Gran Bretanya | 3a          |  |

## Rècords del món
Ielena Issinbàieva ha establert un total de 27 rècords del món (17 a l'aire lliure i 10 més a pista coberta) entre 2003 i 2009.
A l'aire lliure:
- 5,06 m el 28 d'agost de 2009 a Zúric.
- 5,05 m el 18 d'agost de 2008 als Jocs Olímpics de Pequín.
- 5,04 m el 29 de juliol de 2008 a Mònaco.
- 5,03 m l'11 de juliol de 2008 a Roma.
- 5,01 m el 12 d'agost de 2005 als Campionats del Món de Hèlsinki.
- 5,00 m el 22 de juliol de 2005 a Londres.
- 4,96 m el 22 de juliol de 2005 a Londres.
- 4,95 m el 16 de juliol de 2005 a Madrid.
- 4,93 m el 5 de juliol de 2005 a Lausana.
- 4,92 m el 3 de setembre de 2004 a Brussel·les
- 4,91 m el 24 d'agost de 2004 als Jocs Olímpics a Atenes.
- 4,90 m el 30 de juliol de 2004 a Londres.
- 4,89 m el 25 de juliol de 2004 a Birmingham.
- 4,87 m el 27 de juny de 2004 a Gateshead.
- 4,82 m el 14 de juliol de 2003 a Gateshead.

En pista coberta:
- 5,00 m el 15 de febrer de 2009 a Donetsk.
- 4,97 m el 15 de febrer de 2009 a Donetsk.
- 4,95 m el 16 de febrer de 2008 a Donetsk.
- 4,91 m el 12 de febrer de 2006 a Donetsk.
- 4,90 m el 6 de març de 2005 a Madrid.
- 4,89 m el 26 de febrer de 2005 a Lievin.
- 4,88 m el 18 de febrer de 2005 a Birmingham.
- 4,87 m el 12 de febrer de 2005 a Donetsk.
- 4,86 m el 6 de març de 2004 a Budapest.
- 4,83 m el 15 de febrer de 2004 a Donetsk.